# Віллапутцу
Віллапутцу (італ. Villaputzu, сард. Bidda de Putzu) — муніципалітет в Італії, у регіоні Сардинія,  провінція Кальярі.
Віллапутцу розташоване на відстані близько 370 км на південний захід від Рима, 50 км на північний схід від Кальярі.
Населення — 4813 осіб (2014).
Покровитель — святий Юрій.

## Демографія
Населення за роками:

Станом на 1 січня 2023 року в муніципалітеті офіційно проживали 73 іноземці з 22 країн, серед них 39 громадян країн Євросоюзу.

## Сусідні муніципалітети
- Армунджа
- Арцана
- Баллао
- Ескалаплано
- Єрцу
- Муравера
- Пердаздефогу
- Сан-Віто
- Улассаї
- Віллазальто